# Eleccions legislatives franceses de 1993
Les eleccions legislatives franceses de 1993 es van dur a terme el 21 i 28 de març de 1993.

## Primera volta

### Participació
|               | Sufragis   | % dels inscrits |
| ------------- | ---------- | --------------- |
| Inscrits      | 38 881 564 | 100,-           |
| Votants       | 26 796 142 | 68,91           |
| Abstencions   | 12 085 422 | 31,08           |
| Blancs i nuls | 1 417 984  | 3,65            |
| Comptats      | 25 378 158 | 65,27           |

### Resultats per partit
| Partit                         | Sufragis  | % dels inscrits | % dels vàlids |
| ------------------------------ | --------- | --------------- | ------------- |
| Extrema esquerra               | 423 282   | 1,09            | 1,67          |
| PCF                            | 2 331 399 | 6,00            | 9,19          |
| PS                             | 4 415 495 | 11,36           | 17,40         |
| Altres partits d'esquerra      | 693 945   | 1,78            | 2,73          |
| Les Verts                      | 1 022 196 | 2,63            | 4,03          |
| Génération écologie            | 917 228   | 2,36            | 3,61          |
| Nouvelle écologie              | 635 244   | 1,63            | 2,50          |
| Altres partits ecologistes     | 141 645   | 0,36            | 0,56          |
| RPR                            | 5 032 496 | 12,94           | 19,83         |
| UDF                            | 4 731 013 | 12,16           | 18,64         |
| Nacionalistes                  | 70 920    | 0,18            | 0,28          |
| Regionalistes                  | 16 747    | 0,04            | 0,07          |
| Altres partits de dreta        | 1 118 032 | 2,88            | 4,41          |
| FN                             | 3 152 543 | 8,10            | 12,42         |
| Altres partits d'extrema dreta | 35 411    | 0,09            | 0,14          |
| Altres                         | 329 275   | 0,85            | 1,30          |

## Segona volta

### Participació
|               | Sufrage+is | % dels inscrits |
| ------------- | ---------- | --------------- |
| Inscrits      | 33 714 568 | 100,0           |
| Votants       | 22 775 879 | 67,55           |
| Abstencions   | 10 938 689 | 32,44           |
| Blancs i nuls | 2 159 346  | 6,40            |
| Vàlids        | 20 616 533 | 61,15           |

### Resultats per partit
| Partit                  | Sufragis  | % dels inscrits | % dels vàlids |
| ----------------------- | --------- | --------------- | ------------- |
| PCF                     | 951 213   | 2,82            | 4,61          |
| PS                      | 6 143 179 | 18,22           | 29,80         |
| Ecologistes             | 37 491    | 0,11            | 0,18          |
| RPR                     | 5 741 623 | 17,03           | 27,85         |
| UDF                     | 5 178 039 | 15,35           | 25,12         |
| Altres partits de dreta | 588 455   | 1,74            | 2,85          |
| FN                      | 1 168 160 | 3,46            | 5,67          |

## Composició de l'Assemblea nacional
| Grup                  | Membres | Afiliats | Total | %     |
| --------------------- | ------- | -------- | ----- | ----- |
| RPR                   | 245     | 12       | 257   | 44,54 |
| UDF                   | 213     | 2        | 215   | 37,26 |
| Socialista            | 52      | 5        | 57    | 9,88  |
| République et liberté | 23      | 0        | 23    | 3,99  |
| Comunista             | 22      | 1        | 23    | 3,99  |
| No inscrits           | 2       | -        | 2     | 0,35  |
| Total                 | 577     | -        | -     | 100%  |

## Diputats per laCatalunya del Nord
- 1a Circumscripció – Claude Barate (RPR)
- 2a Circumscripció – André Bascou (RPR)
- 3a Circumscripció – François Calvet (UDF)
- 4a Circumscripció - Henri Sicre (PS)